# Герб Советска (Кировская область)
Герб муниципального образования «Город Советск» — опознавательно-правовой знак, составленный и употребляемый в соответствии с правилами геральдики, служащий символом Советского городского поселения Советского района Кировской области Российской Федерации.

## Описание герба
Описание герба:
В лазоревом (голубом, синем) щите серебряный вилообразный крест с узкими верхними плечами, сопровождаемый во главе золотым ковшом, положенным косвенно слева, из которого льётся серебряная вода, соединяющаяся с крестом, а в оконечности двумя противостоящими лазоревыми птицами с хохолками и распущенными цветоподобными хвостами тонко окаймлёнными и украшенными серебром. В вольной части — герб Кировской области.

## Обоснование символики
Обоснование символики герба:
В основу герба взято расположение города на слиянии четырёх рек: Вятки, Пижмы, Немды и Кукарки. Кукарка по местному наречию означает ковш, который аллегорично отображен в гербе, говорящий о названии посёлка Кукарка до его переименования в город Советск.
Историческое и современное развитие города связано с кружевоплетением (школа кружевниц с 1893 года), которое символизируют две птицы, вышитые характерным рисунком.
Голубой цвет в геральдике — символ чести, славы, преданности, истины, красоты, добродетели и чистого неба.
Серебро в геральдике — символ простоты, совершенства, мудрости, благородства, мира, взаимосотрудничества.
Золото — символ прочности, богатства, величия, интеллекта и прозрения.

Герб Кировской области в вольной части отражает административно-территориальное расположение города Советска (в России три города носят имя Советск: Кировской, Тульской и Калининградской областей).

## История создания
- 31 января 2001 — герб города утверждён решением Советской городской Думы[2].
- Герб города Советска Кировской области включён в Государственный геральдический регистр Российской Федерации под № 723[1].

## Исторический герб
21 июня 1972 — исполнительный комитет Советского городского Совета депутатов трудящихся утвердил герб города, автором которого стал Леонид Николаевич Крупин.

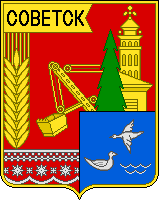
Герб Советска
(1972 год)

Существует следующее описание этого герба:
В червлёном щите золотой экскаватор покоится на ступенчатой оконечности, сопровождаемый справа золотым же колосом, слева — золотой же пожарной каланчой. Поверх всего слева изумрудная ель. Оконечность рассечена. В правой пониженной золотой части диамантовый орнамент. В левой повышенной лазоревой части золотая плывущая влево утка, сопровождаемая слева двумя золотыми же волнообразными укороченными поясами, вверху летящей уткой, золотой же. В незавершенной золотой вершине название города диамантом.
Герб 1972 года воспроизводился на выпускавшихся значках с некоторыми неточностями, что отразилось при выполнении по значкам реконструкции его изображения, не соответствующего приведённому описанию.

## Использование на флаге

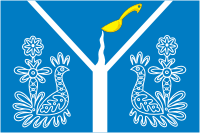
Флаг Советска

Флаг Советска утверждён 31 января 2001 года и внесён в Государственный геральдический регистр Российской Федерации с присвоением регистрационного номера 724.
«Флаг города Советска представляет собой прямоугольное синее полотнище с отношением ширины к длине 2:3, воспроизводящее композицию гербового щита». Геральдическое описание герба гласит: «В лазоревом (голубом, синем) щите серебряный вилообразный крест с узкими верхними плечами, сопровождаемый во главе золотым ковшом, положенным косвенно слева, из которого льётся серебряная вода, соединяющаяся с крестом, а в оконечности двумя противостоящими лазоревыми птицами с хохолками и распущенными цветоподобными хвостами тонко окаймлёнными и украшенными серебром».